# /e/
/e/ (inicialmente chamado Eelo) é um sistema operacional móvel derivado (fork) do sistema LineageOS, baseado no software livre de código aberto Android da desenvolvedora Google, com  aplicativos proprietários e firmware personalizada desenvolvido por /e/ Foundation, criado pelo francês Gaël Duval, desenvolvedor de software e fundador da distribuição Linux Mandrake.

## História
Gaël Duval estava insatisfeito com a falta de proteção de dados e com a interface de usuário do Android, e em decorrência disto, ele fundou a Eelo em dezembro de 2017, que depois foi renomeada para /e/ devido a problemas de marca registrada.
Duval buscou com sucesso apoio financeiro nas plataformas de financiamento coletivo Kickstarter e Indiegogo, com uma meta de 25 mil euros.  Em maio de 2018, a instituição de caridade "Fundação e" foi instituida.

## Desenvolvimento
O /e/ consiste em vários projetos de código aberto em desenvolvimento interno. Utilizando, por exemplo, o gerenciador de aplicativos do LineageOS, MicroG como substituto ao Google Play Services da Google. O seu cliente de e-mail é baseado em K-9 Mail, e seus aplicativos de SMS são o Signal ou o Telegram.  Contatos e arquivos são guardados via DavDroid ou NextCloud. O Mozilla Network Location Provider é usado para determinar a localização. Existem, no entanto, desenvolvimentos próprios do sistema, como por exemplo o lançador e o pacote de ícones.

## Serviços
- Um serviço de e-mail de última geração que não lê os seus e-mails.
- Um motor de busca na internet sem rastreamento.
- Uma loja de aplicativos independente com função de avaliação
- Armazenamento em nuvem que pode armazenar dados com segurança.
- Aplicativos Office Online.
- Lançador e ícones próprios.

## Recepção
O projeto tem poucas chances de se estabelecer no mercado de sistemas operacionais devido ao alto poder de mercado da Google e ao seu baixo financiamento. Logo após o seu anúncio, a /e/ recebeu muita atenção da mídia e de apoiadores. Mesmo quando o lançamento da versão beta foi feito pela /e/, vários blogs e mídias como o Der Standard e o ZDnet fizeram postagens ao seu respeito.